# Hans van der Woude (voetballer)
Hans van der Woude (Hoorn, 20 oktober 1979) is een Nederlands voetballer.
Van der Woude begon zijn loopbaan als middenvelder in de jeugd bij HSV Sport. Hij debuteerde in 1999 in het betaald voetbal bij streekgenoot AZ. Tussen 2000 en 2003 speelde hij voor Dordrecht '90 en in het seizoen 2003/04 speelde hij wederom voor AZ. Het seizoen hierop ging hij naar de zondagamateurs van Hollandia en in 2007 ging hij spelen voor zaterdaghoofdklasser Zwaluwen'30/Henver. In de winterstop van het seizoen 2009/2010 maakte Van der Woude in omgekeerde richting de overstap naar Hollandia waarmee hij aan het einde van het seizoen in mei 2010 wist te promoveren naar de in 2010 nieuw te vormen Topklasse.